# Guy de Chauliac

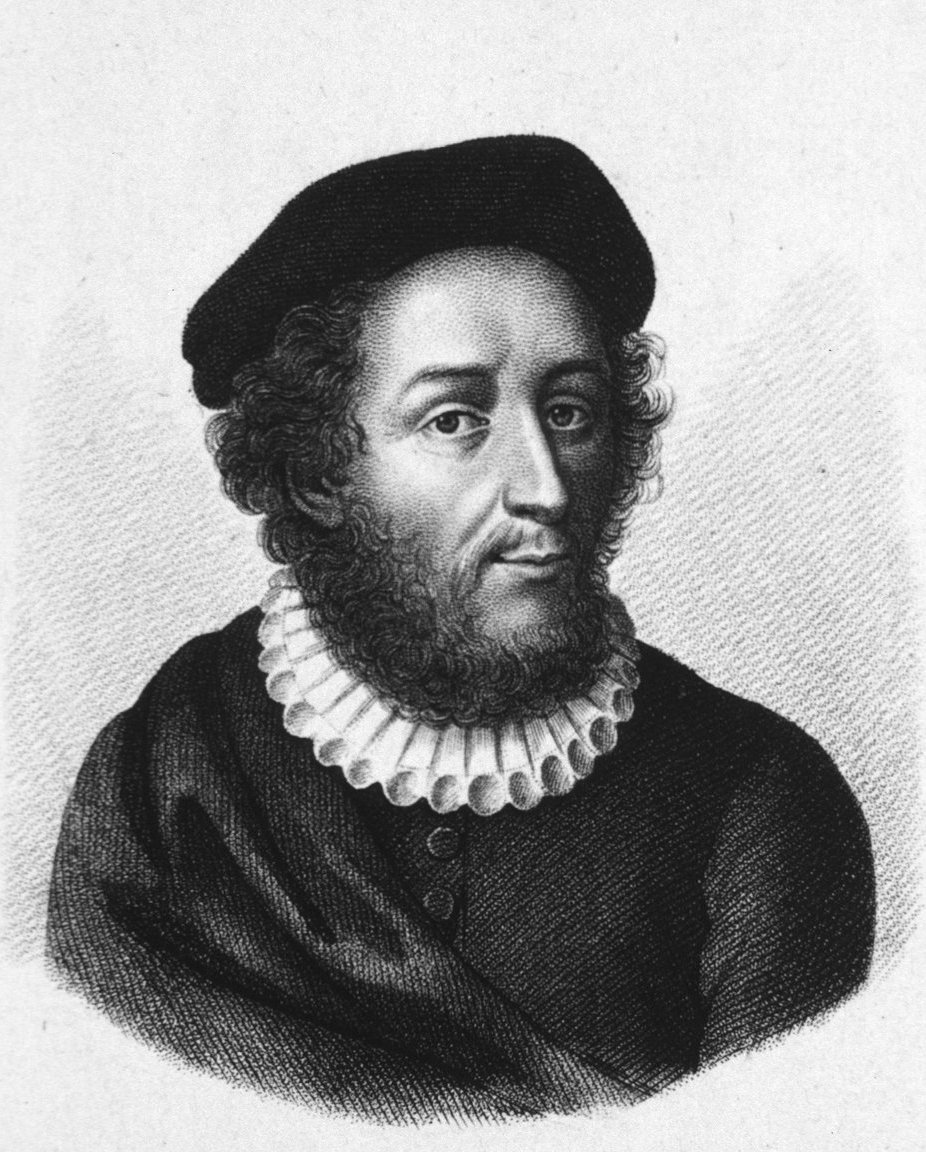
Porträt des Guy de Chauliac in einem Werk des 16. Jahrhunderts

Guy de Chauliac, auch Gui(do) de C(h)auliac(o) und Gui(go) de Chaulhac(o) (* um 1298 in Chaulhac/Grafschaft und Region Gévaudan, heute im Département Lozère; † wahrscheinlich am 23. Juli 1368, Todesort umstritten, genannt wird bei Lyon oder in Avignon), war ein französischer Chirurg, Kanoniker und einer der bedeutendsten Ärzte seiner Zeit.

## Leben und Wirken
Guy wurde als Sohn eines Bauern geboren. Das ihm mit Förderung eines Freiherrn von Mercoeur ermöglichte Medizinstudium führte ihn zu den wichtigsten Universitäten seiner Zeit, unter anderem nach Montpellier, Paris und Bologna (wo er ein Schüler von Mondino dei Luzzi war), möglicherweise auch nach Toulouse. Er war Schüler von Henri de Mondeville in Montpellier und erwarb 1325 den medizinischen Magistergrad. Nach dem Abschluss seiner Lehrjahre praktizierte er in Lyon, wo er ab 1340 Kanoniker des ehemaligen Kollegiatstifts von Saint-Just, das sich unweit der heutigen Kirche Saint-Just befand, war, sowie in Avignon und war als Wanderarzt in ganz Europa unterwegs, wodurch er über die Zeit zu einer Berühmtheit insbesondere für Augenleiden wurde.
Guy de Chauliac überlieferte zahlreiche Operationstechniken, unter anderem über die Therapie des grauen Stars. Nachdem er bereits gegen 1330/50 eine Chirurgia parva publiziert hatte, die auch später ins Deutsche übertragen wurde, veröffentlichte er 1363 sein bis in die Neuzeit verwendetes Lehrbuch, die Chirurgia magna, das umfassendste Kompendium des gesamten medizinischen Wissens seiner Zeit. Erstmalig wurde von ihm eine Dauerextension zur Knochenbruchbehandlung und nach der Reposition von Hüftgelenksluxationen beschrieben. Er überlebte die große Pest von 1347 und nachfolgende Pestepidemien, worüber er auch Schriften verfasste. Unter Bezug auf Theoderich von Lucca beschrieb Guy die Fertigung und den Gebrauch eines seit dem 9. Jahrhundert bekannten Schlafschwamms: Ein Schwamm wurde mit einer Lösung aus Opium, dem Saft des Schwarzen Nachtschattens, Schwarzem Bilsenkraut, Alraun, Efeu, Schierling und Gift-Lattich getränkt und anschließend getrocknet und gelagert. Vor der Operation wurde der Schwamm angefeuchtet und dem Patienten zur Betäubung über Nase und Mund gehalten. Guy de Chauliac berichtete auch über Narkosekomplikationen (Asphyxie, Kongestion und Tod).
Guy war ab 1363 zum bedeutendsten Konkurrenten des Lanfrank von Mailand geworden. Französische und deutsche Adlige suchten bei ihm Rat, angeblich auch Johann von Luxemburg, der später der Blinde genannt wurde und der wegen seiner Augenerkrankung 1336 nach Avignon reiste.
Guy de Chauliac war Leibarzt dreier Päpste in Avignon: Clemens VI., Innozenz VI. und Urban V. Somit hatte er Zugang zu den bedeutendsten Bibliotheken Europas.
Guy de Chauliac starb vermutlich am 23. Juli 1368, sein Todesort ist umstritten. Thevenet hält die Aussage des Bischofs von Chalons, der in einem Brief „bei Lyon“ angibt, für glaubwürdiger als die eines kartäusischen Schreibers, welcher über den Tod von Chauliac an der Pest in Avignon im Jahr 1362 berichtete, auf den bereits skeptisch von Nicaise hingewiesen wurde. Er wurde auf dem Friedhof der Saint-Just-Priester beigesetzt.

## Werkausgaben und Übersetzungen
- Laurent Joubert (Hrsg.): Chirurgia magna Guidonis de Gauliaco. Philippus Tinghus, Lyon 1585. (Neudruck, mit einem Vorwort herausgegeben von Gundolf Keil, Wissenschaftliche Buchgesellschaft, Darmstadt 1976, ISBN 3-534-04873-3; 2. Auflage ebenda 1980).
- Björn Wallner: The  Middle English translation of Guy de Chauliac’s ...
  - ... Anatomy. With Guy’s essay on the history of medicine. Philosophische Dissertation) Lund 1964 (= Lunds universitets årsskrift, N.F., I, LVI. Band 5).
  - ... Treatise on wounds. (= Acta Universitatis Lundensis, sectio I: Theologica Juridica Humaniora. 23 und 28). Lund 1976 und 1979.
  - ... Treatise of apostemes. Book III of the Great Surgery. Text, Part I 1988.
  - ... Treatise on ulcers. Book IV of the Great Surgery. (= Acta Universitatis Lundensis, sectio I: Theologica Juridica Humaniora. 39 und 44). Part I: Text. Part II: Notes, glossary, marginalia. Stockholm 1982 und 1984.
  - ... Treatise on fractures and dislocations. Book V of the Great Surgery. Part I:  Text. 1969.
- Édouard Nicaise (Hrsg.): La grande chirurgie de Guy de Chauliac, chirurgien, maître en médecine de l’université de Montpellier, composée en l’an 1363. Revue et coll. sur les manuscrits […]. Éditions Alcan, Paris 1890. (Digitalisat)
- Édouard Nicaise (Hrsg.): Propos général des plaies et solutions de continuité […]. Paris 1891 (“Thèse. Extrait de la Revue de chirurgie.” 1891).
- Michael McVaugh (Hrsg.): Guy de Chauliac: Inventarium sive Chirurgia magna. Brill, Leiden 1997, ISBN 90-04-10784-3.
- Bianca-Maria Zimmermann: Die mittelfranzösischen Manuskripte und Drucke der ‘Petite Chirurgie’ von Guy de Chauliac (1298–1368). Edition und Analyse. In: Medizinhistorische Mitteilungen. Band 35, 2016 (2018), S. 17–99, hier: S. 27–70.
- Hartmut Broszinski: Eine alemannische Bearbeitung der dem Guy de Chauliac zugeschriebenen ‚Chirurgia parva‘. Philosophische Dissertation Heidelberg 1968.